# Papratno (Federacja Bośni i Hercegowiny)
Papratno – wieś w Bośni i Hercegowinie, w Federacji Bośni i Hercegowiny, w kantonie zenicko-dobojskim, w gminie Kakanj. W 2013 roku liczyła 26 mieszkańców, z czego większość stanowili Chorwaci.